# Лев, Рафаил Фроимович
Рафаил Фроимович Лев (при рождении Рефу́эль Фро́имович; 1 сентября 1918 — 18 октября 1943) — участник Великой Отечественной войны, командир стрелковой роты 989-го стрелкового полка 226-й стрелковой дивизии 60-й армии Центрального фронта, Герой Советского Союза, старший лейтенант.

## Биография
Родился 1 сентября 1918 года в Одессе в семье волковыского мещанина Фроима Шмулевича Лева (1895—?) и Ханы-Рахили Иосифовны Лев (в девичестве Спектор, 1896—?), дочери таращанского мещанина, заключивших брак там же 24 ноября 1917 года. Еврей. Окончил 7 классов. Работал токарем на заводе. С 1941 года жил и работал в столице Узбекистана Ташкенте.
В Красную Армию призван в 1942 году Ташкентским городским военным комиссариатом Узбекской ССР. В том же году на фронте, где стал офицером, окончив курсы младших лейтенантов.
Командир стрелковой роты 989-го стрелкового полка (226-я стрелковая дивизия, 60-я армия, Центральный фронт) комсомолец старший лейтенант Рафаил Лев отличился при форсировании реки Днепр в районе села Толокунская Рудня Вышгородского района Киевской области Украины 26-27 сентября 1943 года.
Во главе вверенной ему роты переправился на правый берег Днепра, атаковал гитлеровцев, захватил и удержал плацдарм, на который затем успешно переправились батальоны 989-го стрелкового полка.
Командир полка представил Р. Ф. Льва к награждению орденом Красного Знамени. Ознакомившись с наградным листом, командующий 60-й армией генерал-лейтенант И. Д. Черняховский написал внизу: «Достоин присвоения звания Героя Советского Союза». Такую же надпись сделал рядом командующий войсками Центрального фронта генерал армии К. К. Рокоссовский.
Но Герою не суждено было получить знаки высшей степени отличия. На следующий день после выхода Указа, 18 октября 1943 года, старший лейтенант Р. Ф. Лев погиб в бою за хутор Дмитриевский (ныне в черте села Петровское) Вышгородского района Киевской области Украины, где и был похоронен.

## Награды
Указом Президиума Верховного Совета СССР от 17 октября 1943 года за образцовое выполнение боевых заданий командования на фронте борьбы с немецко-фашистским захватчиками и проявленные при этом мужество и героизм старшему лейтенанту Льву Рафаилу Фроимовичу присвоено звание Героя Советского Союза.
Награждён орденом Ленина, орденом Красной Звезды.